# Andrew Lindsay
Andrew Lindsay, né le 25 mars 1977 à Portree, est un rameur d'aviron britannique et le président de Telecom Plus.

## Carrière
Il débute l'aviron à l'Université d'Oxford, et se fait connaître en 1994 quand il remporte la médaille de bronze au championnats du monde d'aviron U19 a Munich
Andrew Lindsay participe aux Jeux olympiques de 2000 à Sydney et remporte la médaille d'or avec le huit  britannique composé de Ben Hunt-Davis, Simon Dennis, Louis Attrill, Luka Grubor, Kieran West, Fred Scarlett, Steve Trapmore et Rowley Douglas.